# Antignano

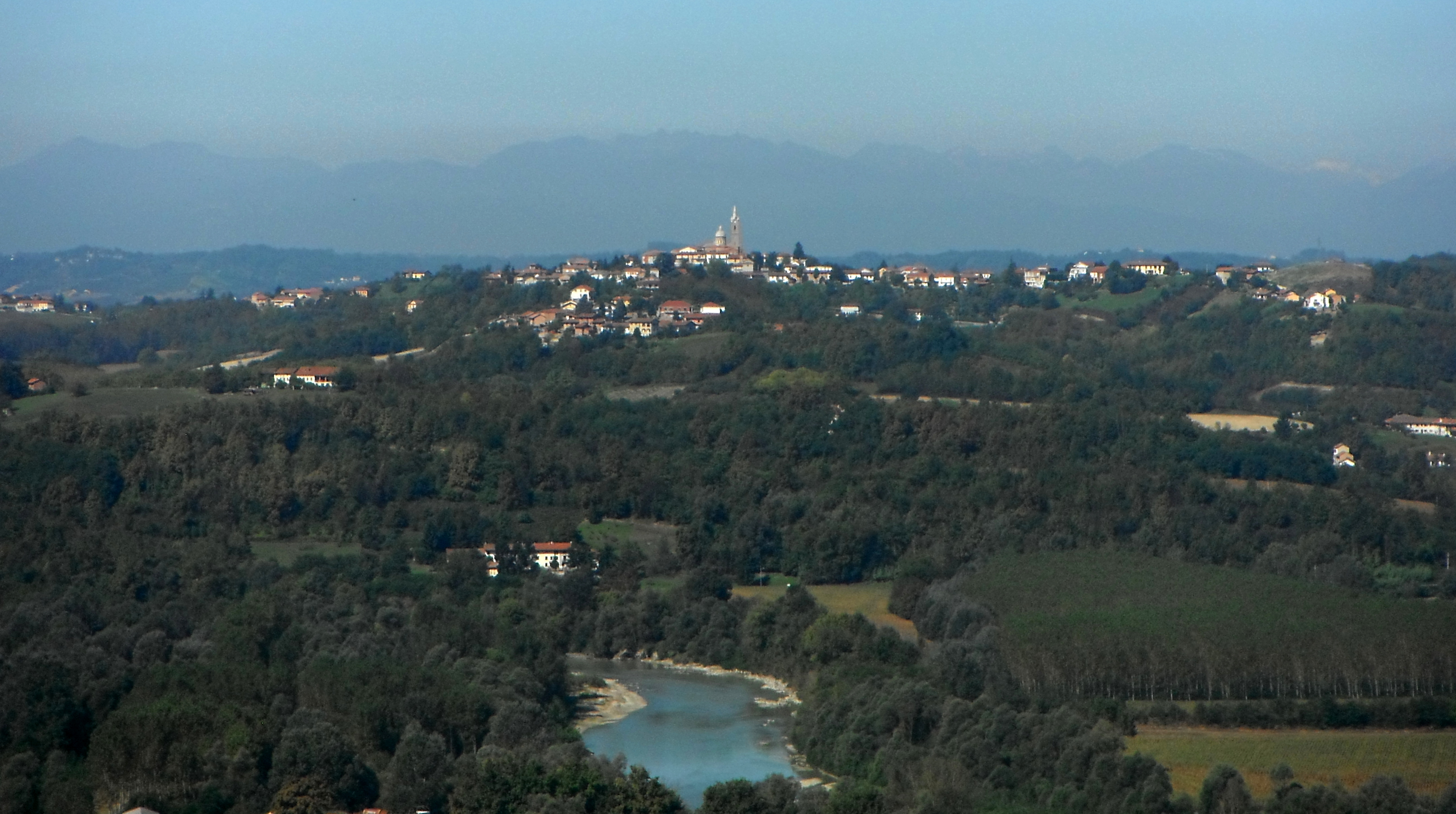
Vista panorámica de Antignano.

Antignano es una comune italiana de la provincia de Asti, en Piamonte, con 964 habitantes.

## Evolución demográfica
| Gráfica de evolución demográfica de Antignano entre 1861 y 2001 |
|                                                                 |
| Fuente ISTAT - elaboración gráfica de Wikipedia                 |